# 放射線恐怖症
放射線恐怖症（ほうしゃせんきょうふしょう、Radiophobia、Radiation phobia、露：Радиофобия）とは恐怖症の一種で、電離放射線や放射性物質に異常な恐怖をしめす症状のことである。Radiophobiaは放射能恐怖症と訳されることもある。

## 概要
放射線は被曝によって身体に悪影響を及ぼす危険性があり、これを怖がったり忌避感を抱くこと自体は何ら異常はない。しかし、知識不足や理解不足、あるいは心的外傷（トラウマ）によって、必要以上に忌避行動をしたり、不安につきまとわれる病的な心理状態となりうる。
またこうした医療的概念とは別に日常的な用語として、放射線障害のリスクに対して過剰な恐怖を抱くことを指したり、原子力の議論において反対派を揶揄する意味合いで使われることもある。
医療的には広島・長崎への原爆投下に関連して1950年頃に認知され、チェルノブイリ原子力発電所事故で一般にも知られるようになった。
なお、チェルノブイリ原子力発電所事故後、周辺住民に放射能への恐怖によるストレスが原因とみられる胃腸障害、自律神経障害、心臓疾患などを訴える患者が増えたが、放射線に関する研究が進んだ結果、これらの症状には心理的ストレスではなく放射線の内部被ばくによる影響があったことがわかっている。

## 症状
慢性疲労、睡眠障害、情緒不安定、記憶障害、注意障害などの心理学的・神経学的症状、筋痛や関節痛といった身体所見を示すこともあるとされる。また放射線への病的な忌避感から、必要な放射線学的検査・治療を拒むなどして健康被害を生じる可能性もあり、医療従事者のインフォームドコンセント（リスクとベネフィットの説明）による抑制が推奨されている。

## 議論

### 社会的理解
広島・長崎への原爆投下後や福島第一原子力発電所事故後に、放射線への理解や知識の不足から、被災者や被災地への偏見や差別が相次いだとされる。こうした行動も放射線恐怖症によるか、また放射線恐怖症を引き起こすものだという意見もある。
前述のように放射線恐怖症はチェルノブイリ原子力発電所事故によって広く知られることになったが、実際にチェルノブイリ事故で放射線障害を起こした人の精神的・肉体的苦痛を軽視する意味合いで使われたり、またそれによって実際の被害を矮小化しているという批判もある。

### 低線量被曝についてのNHK番組への抗議
2012年1月12日、エネルギー戦略研究会(EEE会議。会長は金子熊夫)、日本原子力学会シニア・ネットワーク連絡会(会長宅間正夫)、エネルギー問題に発言する会(代表林勉)は連名で、2011年12月28日に放映されたNHK総合テレビ「追跡!真相ファイル 低線量被ばく 揺らぐ国際基準」の番組における情報の取り扱いについて間違い等が多数あり、放射線恐怖症をいたずらに煽るものとして抗議した。

## 放射脳
放射線に対する恐怖をことさら煽ったり、根拠のない被曝被害の情報を流したり、被曝者あるいは被曝地域とその周辺に対する差別的な言動をとるような人を、特にインターネットにおいて「放射脳」と揶揄する場合がある。